# (35396) 1997 XF11
El asteroide (35396) 1997 XF11 más conocido como XF11 pertenece al grupo de asteroides cercanos a la Tierra. El astrónomo estadounidense James V. Scotti del proyecto Spacewatch de la universidad de Arizona hizo su descubrimiento en diciembre del año 1997 y de acuerdo a los primeros cálculos el asteroide pasaría, el 26 de octubre del año 2028, extraordinariamente cerca de la trayectoria terrestre. Cálculos posteriores más finos, basados en imágenes anteriores al descubrimiento del asteroide, permitieron asegurar que pasaría a 954 000 Kilómetros de la tierra que es casi 2,5 veces la distancia de la Luna.